# Внешняя политика Приднестровской Молдавской Республики
Приднестровская Молдавская Республика в настоящее время признано двумя частично признанными государствами и является членом одной международной организации «За демократию и права народов», которая создана Абхазией, Южной Осетией и Приднестровьем (до 2023 года еще одним создателем и членом данной организации была непризнанная Нагорно-Карабахская Республика).

## Дипломатические отношения

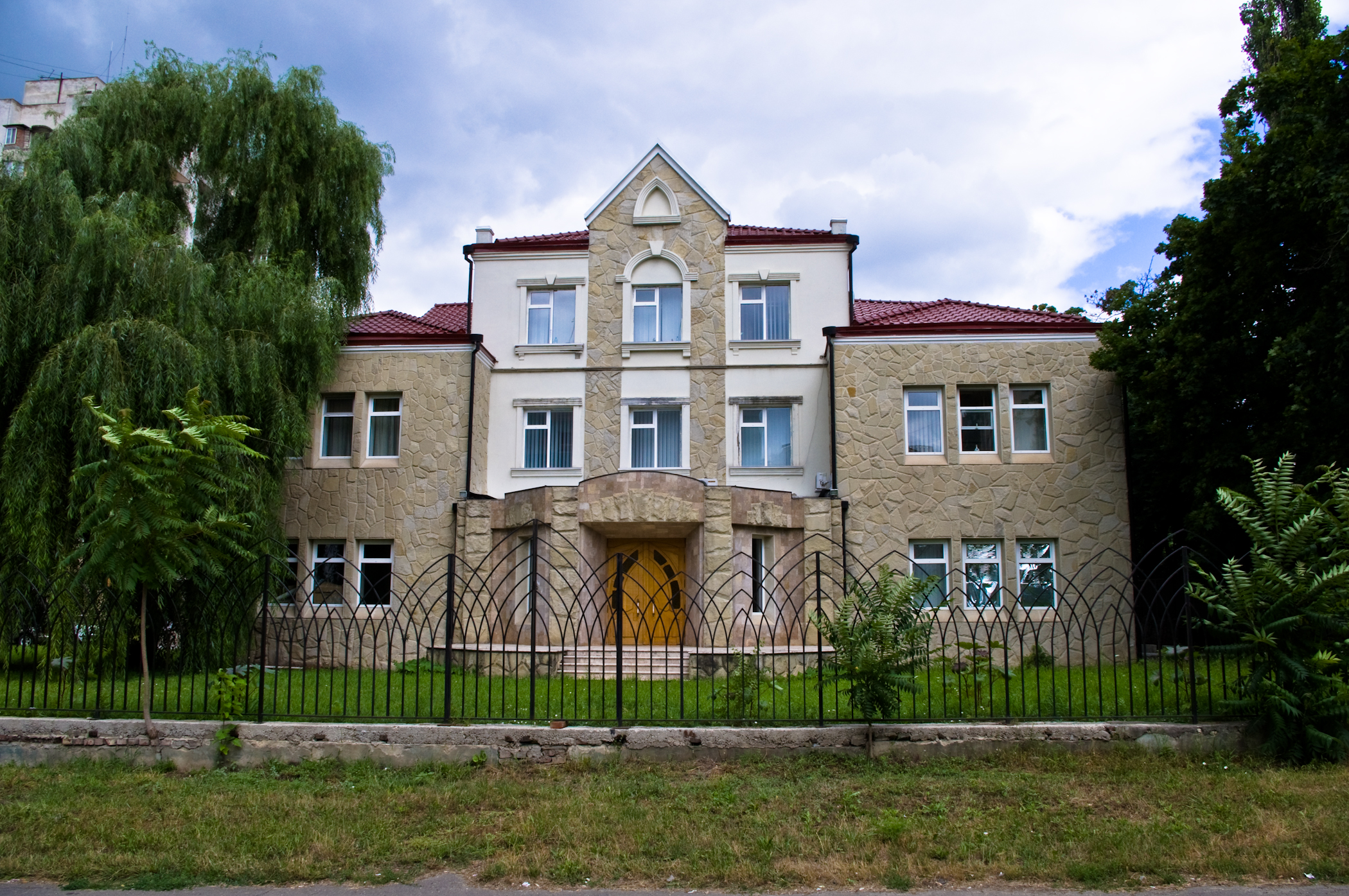
Министерство иностранных дел ПМР

Приднестровская Молдавская Республика с Республикой Абхазией и Южной Осетией взаимно признают друг друга.
Российская Федерация поддерживает консульство в Приднестровской Молдавской Республике, но не признала её как независимое государство. Во время визита в Киев, президент Дмитрий Медведев заявил, что поддерживает «особый статус» для Приднестровья и признал «важную и стабилизирующую» роль российской армии.

### Молдавия
Во время распада Советского Союза политическая напряжённость в Молдавской Советской Социалистической Республике привела к провозглашению Приднестровьем независимости от Молдавии, кульминацией чего стала Приднестровская война 1991—1992 года. В рамках подписанного соглашения о прекращении огня, положившего конец войне, была создана Объединённая контрольная комиссия, в которую вошли молдаване, приднестровцы и россияне для наблюдения за демилитаризованной зоной, которая находилась в приднестровском регионе. Объединённая контрольная комиссия по-прежнему контролирует эту зону, и переговоры по разрешению конфликта продолжаются между Россией, Украиной, США, Европейским союзом и Организацией по безопасности и сотрудничеству в Европе (ОБСЕ).

### Россия
Во время правления президента ПМР Игоря Смирнова (1991—2011) поддержание особых отношений с Россией было приоритетом Приднестровья. Россия является участником формата «5 + 2» для переговоров по урегулированию приднестровского конфликта, установленного во время правления Игоря Смирнова.

### Румыния
В 1990-е годы несколько правительств Румынии поддержали идею объединения с Молдавией. Многие из этих предложений не включали в себя территорию Приднестровья. Во время Приднестровской войны 1992 года Румыния оказала Молдавии военную поддержку против Приднестровья.

### США
Официальная позиция США в отношении Приднестровья заключается в том, что они выступают за мирное урегулирование приднестровского конфликта, который считают «сепаратистским». Соединённые Штаты поддерживают территориальную целостность Молдавии и считают важным демократическое и экономическое развитие молдавского государства и выступают за надёжное и устойчивое решение приднестровского конфликта путём переговоров. Этот факт будет способствовать демократическому и экономическому развитию Молдавии, а также безопасности Черноморского региона. США призывают стороны с помощью международного сообщества активизировать свои усилия по поиску устойчивого и мирного урегулирования конфликта.

### Украина
В 1924 году была образована Молдавская Автономная Советская Социалистическая Республика в составе Украинской Советской Социалистической Республики. До 1940 года территория, которая в настоящее время является Приднестровьем, была частью Украинской ССР. Отношения между Приднестровьем и Украиной менялись несколько раз в зависимости от внешнеполитической ориентации правительства в Киеве. До 2014 года Украина претендовала на роль «главного окна Приднестровья во внешний мир». В настоящее время около 29 % населения Приднестровья составляют этнические украинцы.

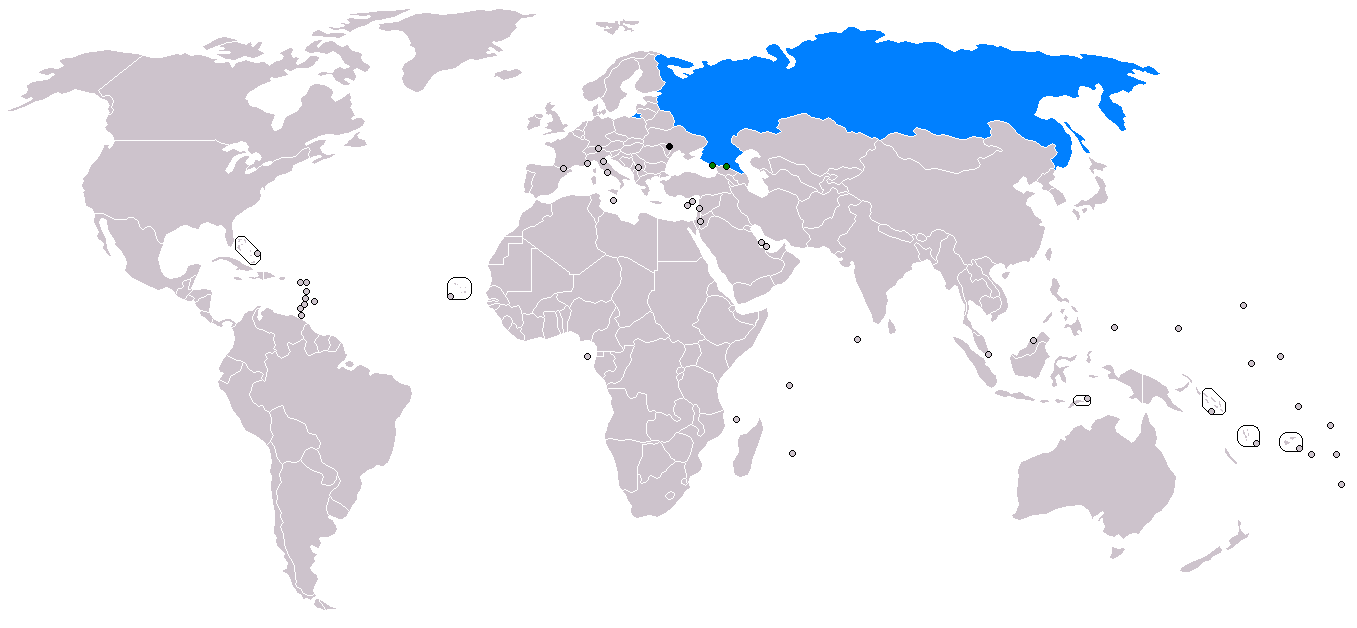
Дипломатическое признание и отношения
Дипломатическое признание
Дипломатическое представительство без дипломатических отношений и признания